# داستان اسباب‌بازی ۳ (بازی ویدئویی)
داستان اسباب‌بازی ۳ (به انگلیسی: Toy Story 3) (که با نام داستان اسباب‌بازی ۳: بازی ویدیویی (به انگلیسی: Toy Story 3: The Video Game) نیز شناخته می‌شود) یک بازی در سبک پلتفرم است که توسط Avalanche ساخته شده و توسط استودیو دیزنی اینتراکتیو منتشر شده‌است. این بازی نسباتاً بر پایه فیلمی به همین نام در سال ۲۰۱۰ ساخته شده‌است. در ژوئن ۲۰۱۰ برای پلی استیشن ۳، ایکس باکس ۳۶۰، وی، ویندوز و مک‌اواس منتشر شد. نسخه نینتندو دی‌اس توسط n-Space ساخته شد، در حالی که استودیوی موبایل دیزنی یک نسخه آی‌اواس را بر اساس این بازی تولید و منتشر کرد. نسخه دیگری توسط Asobo Studio توسعه داده شد و برای پلی‌استیشن ۲ و پلی‌استیشن همراه منتشر شد.
داستان اسباب‌بازی ۳ شامل یک حالت داستانی است که اقتباس آزادی از فیلم است و حالت جعبه اسباب بازی، متشکل از یک شهر وسترن است که می‌تواند به راحتی توسط بازیکن گشت زده شود و سفارشی سازی شود. بازی به خصوص برای حالت جعبه اسباب بازی، مورد استقبال منتقدان قرار گرفت. این بازی در انگلیس پر فروش بود.

## داستان
داستان اسباب‌بازی ۳: بازی ویدیویی بر اساس این فیلم ساخته شده‌است. کلانتر وودی، باز لایتیر، جسی و دیگران از جمله اسباب بازی‌هایی هستند که در گذشته به پسری به نام اندی تعلق داشتند. اندی اکنون ۱۷ ساله است و قبل از عزیمت به دانشگاه اسباب بازی‌های خود را به دختری به نام بانی اهدا کرده‌است. سه تا از اسباب بازی‌های اندی - هام، رکس و اسلینکی سگ - به اسباب بازی‌های قدیمی بانی در مورد ماجراجویی ای که قبل از اهدا به بانی داشتند، تعریف می‌کنند. اسباب بازی‌های اندی توضیح می‌دهند که آنها به مرکز مراقبت روزانه Sunnyside اهدا شده‌اند، که توسط یک خرس شکم پر و دوستانه به نام لاستو (پشمالو) اداره می‌شود. بعداً این اسباب بازی‌ها می‌فهمند که Sunnyside یک زندان اسباب بازی است که توسط پشمالو اداره می‌شود و معلوم می‌شود که یک حاکم ناراضی برای اسباب بازی‌های مهد کودک است. اسباب بازی‌های اندی از طریق یک زباله دان فرار می‌کنند و در یک کامیون زباله می‌شوند که را به محل دفن زباله می‌برد، جایی که در معرض نابودی یک ماشین خردکن سطل زباله قرار دارند. در نسخه‌های پلی‌استیشن ۲ (PS2) و پلی‌استیشن همراه (PSP)، اسباب بازی‌ها توسط اسباب بازی‌های فضایی نجات داده می‌شوند (مانند فیلم). در نسخه‌های دیگر، این وودی، باز و جسی هستند که اسباب بازی‌های دیگر را نجات می‌دهند. علاوه بر این، نسخه‌های PS2 و PSP فقط رکس از طریق نقاشی‌هایی که ایجاد کرده‌است، داستان را روایت می‌کند.